# Щербенко Віталій Вікторович
Віталій Вікторович Щербенко (народився 12 грудня 1969 року, Київ, УРСР) — український діяч у сфері нафтогазової галузі і меценат, голова Всеукраїнського галузевого об'єднання «Федерація роботодавців нафтогазової галузі».

## Життєпис
Здобув освіту економіста на фінансово-економічному факультеті Київського національного економічного університету (1990—1994), а також ступінь магістра бізнес-адміністрування в Київській школі економіки.
З 1994 по 1995 працював у страховій компанії «АСКО-Київ-Центральна» на посадах фахівця, згодом начальника відділу з перестрахування, страховій компанії «Енергорезерв» начальником управління перестрахування. З 1995 по 2005 — президент АСК «Омега». Водночас є директором ЗАТ «Фінанси та Кредит Лізинг» (2002—2004), членом наглядової ради ВАТ "Готель «Салют» у м. Київ (2002—2005), головою наглядової ради ВАТ «Донецький інститут по проектуванню організації шахтного будівництва та підприємств будівельної індустрії» м. Донецьк (2003—2006). З 2005 працює на посадах радника голови правління з фінансових питань в ТОВ "Універсальний комерційний банк «Камбіо», генеральним директором ТДВ "Страхова компанія «НІКА», заступником директора Комунального підприємства «Центрінвест», головою наглядової ради ТОВ «Галерея Боттега», директором ТОВ «Альтереко».
З 2006 по 2010 — він депутат Шевченківської районної в м. Києві ради.
З 2015 по 2022 рік — директор з енергоефективності та управління майном Групи Нафтогаз, забезпечував організацію та планування програм у сфері капітальних інвестицій та непрофільних активів, керував процесами залучення інвестицій у проєкти, що пов'язані з відновлюваними джерелами енергії, використанням енергоощадних технологій, зменшенням витрат природного газу. Також координував у компанії кадрову політику і питання соціальної сфери та матеріально-технічного забезпечення. У листопаді 2019 року очолив новостворений дивізіон Теплоенергетика.
Водночас у 2018 році Віталій Щербенко очолив новостворене Всеукраїнське галузеве об'єднання «Федерація роботодавців нафтогазової галузі».

## Діяльність у ФРНГ
Віталій Щербенко безпосередньо брав участь у заходах спрямованих на протидію завершенню будівництва російського обхідного газопроводу «Північний потік-2». Завдяки співпраці ФРНГ з американською компанією Yorktown Solutions санкції проти оператора Північного потоку-2 були включені як поправка до оборонного бюджету США (NDAA) на 2020 та 2021 роки. Це призвело до зупинки будівництва трубопроводу і відмови компаній-підрядників від продовження робіт. Зрештою, запуск газогону так і не відбувся.
Активно пропагує ідею здобуття енергетичної незалежності України завдяки збільшенню обсягів видобутку власного газу та підвищення рівня енергоефективності, модернізації централізованого опалення в українських містах. Виступає за запуск роздрібного ринку газу, за конкуренцію серед постачальників газу для населення та покращення сервісу для кінцевих споживачів.
У 2019 році ініціював створення Консультаційного центру для населення «ГазПравда», де споживачам надають фахові консультації на тему газу й допомагають захистити свої права.

## Меценат
Віталій Щербенко є колекціонером і співзасновником Щербенко Арт Центру, який протягом багатьох років реалізує проєкти за участю відомих українських художників та представників молодого покоління й експериментує з поєднанням візуального мистецтва та літератури, музики, архітектури, предметного дизайну, індустрії моди у міждисциплінарних проєктах.
У 2009 році Віталій Щербенко став одним із співзасновників конкурсу «Молоді Українські Художники» (МУХі), мета якого — підтримка українських художниць і художників України на етапі їх становлення, сприяння їх розвитку та інтеграції у вітчизняне та світове арт-середовище. Протягом всього часу існування конкурсу Віталій Щербенко виступає його меценатом.